# Truman G. Madsen
Truman Grant Madsen (ur. 13 grudnia 1926 w Salt Lake City, zm. 28 maja 2009 w Provo) – amerykański historyk i filozof.

## Życiorys

### Pochodzenie
Urodził się w Salt Lake City, jako drugi syn Axela A. Madsena oraz Emily Wells Grant. Pochodził z rodziny od dawna związanej z mormonizmem. Nazwany został na pamiątkę Trumana O. Angella, architekta świątyni Salt Lake oraz Hebera J. Granta, prezydenta Kościoła i swego dziadka ze strony matki. 
Z władzami naczelnymi Kościoła ściśle związani byli również inni przodkowie Madsena. Jeden z jego pradziadków ze strony matki, Jedediah M. Grant, posługiwał jako drugi doradca w Pierwszym Prezydium od 1854 do 1856. Drugi pradziadek macierzysty, Daniel H. Wells także był drugim doradcą w Pierwszym Prezydium, między 1857 a 1877.
Od strony ojca swoje pochodzenie Madsen wywodził ze Skandynawii. Jego dziadek, Hans Peter Madsen urodził się w duńskim Orsbjergu. W 1851 poślubił Niemkę Louisę Katrinę Christinę Tetzner, która nieco później nawiązała kontakt z mormońskimi misjonarzami. Obawiając się prześladowań początkowo niechętnie odnosił się do  osobistego wstąpienia do Kościoła. Ochrzczony został dopiero w 1868, kilkanaście lat po żonie. Siedem lat później sprzedał cały swój dobytek, uzyskując tym samym środki potrzebne do sfinansowania podróży do Utah. Madsen jest jego potomkiem poprzez trzecią żonę, Marię Johannę Sorensen.
Przodkowie Madsena, podobnie jak wielu innych wczesnych świętych w dniach ostatnich, zaangażowali byli w praktykę małżeństw pluralistycznych. Z mormonami z wczesnego okresu historii wspólnoty dzielili też znaczące wyrzeczenia. Doświadczenia te spowodowały, że w środowisku rodzinnym Madsena niezwykle wysoko ceniono lojalność wobec Kościoła. Zaważyło to w sposób decydujący na światopoglądzie i formacji intelektualnej badacza. 
Dodatkowo, poprzez dokonaną za zmarłych ceremonię pieczętowania, Madsen połączony był również z Josephem Smithem. Przynajmniej częściowo wyjaśnia to widoczne w jego pracy badawczej szczególne zainteresowanie postacią twórcy całego ruchu świętych w dniach ostatnich.

### Młodość i służba misyjna
Otrzymał imię oraz swe pierwsze błogosławieństwo ojcowskie w wieku niespełna dwóch miesięcy, 6 lutego 1927. Wcześnie, bo już jako dwulatek, został osierocony przez matkę. Do 1934 mieszkał z wujem i ciotką. 5 stycznia 1935 został ochrzczony w chrzcielnicy świątyni Salt Lake. Konfirmowano go dzień później. Obrzędu dokonał jego ojciec. Wyświęcany w urzędach przynależnych do kapłaństwa Aarona, w kształcie i rozumieniu zbieżnym zasadniczo z tym obecnym we współczesnym mormonizmie, będącym pokłosiem ruchu na rzecz reformy kapłaństwa z lat 1908-1922. Kolejno wyświęcany przez swojego ojca na diakona (18 grudnia 1938), nauczyciela (21 grudnia 1941) oraz kapłana (16 kwietnia 1944). Otrzymał tradycyjną mormońską edukację religijną zapewnianą w ramach Kościelnego Systemu Edukacji. Seminarium ukończył w 1944, instytut natomiast w 1951.
W 1946 spędził siedemnaście dni w więzieniu hrabstwa Salt Lake, na skutek wykroczeń związanych z ruchem drogowym. Po zwolnieniu został wyświęcony w kapłaństwie Melchizedeka oraz otrzymał swe obdarowanie. Powołany do służby misyjnej, w kulturze mormońskiej tradycyjnie podejmowanej wówczas przez młodych mężczyzn. Jako misjonarz posługiwał w Nowej Anglii.

### Posługa w Kościele
Od 1961 do 1965 był prezydentem misji mormońskiej obejmującej Nową Anglię, zatem ten sam region, w którym sam odbywał swoją misję. Zasiadał później we władzach naczelnych kościelnej Szkoły Niedzielnej (1972-1979), był doradcą w prezydium dystryktu Israel, wreszcie patriarchą palika Sharon East w Provo (2004-2009). Otrzymywał również inne powołania, posługiwał chociażby jako biskup jedenastego okręgu na Uniwersytecie Brighama Younga (1960-1962) czy prezydent piątego palika na BYU (1995-2000).

### Wykształcenie i działalność edukacyjna
Podjął studia filozoficzne na Uniwersytecie Utah. Kształcił się także na Uniwersytecie Harvarda (doktorat z historii i religii, 1957) oraz na Uniwersytecie Południowej Kalifornii. Zawodowo związany z należącym do Kościoła Uniwersytetem Brighama Younga, wykładał na nim przez 37 lat. Odegrał istotną rolę w zainicjowaniu dialogu między mormonizmem a szerszą społecznością akademicką. Porównywany do Hugh Nibleya, w swym dążeniu do osiągnięcia syntezy między mormońską duchowością a intelektualnym rygorem. Skupiał się na kwestiach dialogu międzyreligijnego oraz na życiu, myśli i działalności Josepha Smitha.

### Dorobek twórczy
Ceniony za swe zdolności oratorskie oraz pisarskie, starał się w swych pracach ukazać głębię i bogactwo mormońskiej myśli. Opublikował szereg książek. Wśród jego głównych publikacji książkowych wymienić należy:
- Eternal Man (1966)
- Four Essays on Love (1971)
- The Highest In Us (1978)
- Christ and the Inner Life
- Defender of the Faith: The B.H. Roberts Story (1980)
- The Temple: Where Heaven Meets Earth[27]
- Joseph Smith, the Prophet (1989)
- The Radiant Life (1994).

Brał również w opracowaniu pięciotomowej Encyclopedia of Mormonism. Pozostawił po sobie rozliczne wykłady cieszące się znaczną popularnością pośród świętych w dniach ostatnich.

### Rodzina i życie prywatne
16 czerwca 1953 w świątyni w Salt Lake City poślubił Ann Nicholls. Zapieczętowani zostali przez ówczesnego prezydenta Kościoła Davida O. McKaya. Para doczekała się 3 dzieci, 14 wnuków i 12 praprawnuków, adoptowała również pochodzącego z plemienia Nawahów chłopca. Do adopcji tej doszło w ramach wspieranego przez Kościół programu współpracy ze społecznościami rdzennych Amerykanów.

### Śmierć i pochówek
Zmarł w swoim domu w Provo, na skutek choroby nowotworowej. Pochowany został w kwaterze rodzinnej Hebera J. Granta cmentarza w Salt Lake City. Jego pogrzeb zgromadził szereg prominentnych postaci mormońskiej przestrzeni kulturowej, zarówno w jej wymiarze intelektualnym jak i duchowym. Wśród obecnych na uroczystościach pogrzebowych znaleźli się przedstawiciele władz naczelnych Kościoła, w tym posługujący ówcześnie w Kworum Dwunastu Apostołów starsi Russell M. Nelson, Dallin H. Oaks, Jeffrey R. Holland oraz Richard G. Scott. Prezydent Henry B. Eyring, wówczas pierwszy doradca w Pierwszym Prezydium w wygłoszonym przemówieniu nazwał Madsena jednym z wielkich świadków proroków oraz Pana Jezusa Chrystusa. Odnosząc się do mormońskich wyobrażeń życia pozagrobowego wspomniał również o niebiańskim spotkaniu w którym z całą pewnością zmarły brać będzie już za zasłoną, w świecie duchów. Nawiązując do wpływu Madsena na myśl mormońską stwierdził, że jest całkowicie przekonany, iż prorocy tłoczyć się będą wokół niego.

### Wyróżnienia i upamiętnienie
Uhonorowany został Karl G. Maser Distinguished Faculty Award (1966), w 1969 otrzymał też nagrodę Mormon History Association.